# Skalierung (Mikroelektronik)
Der Begriff Skalierung (englisch scaling bzw. downscaling) beschreibt im Bereich der Mikroelektronik und Nanoelektronik die Verkleinerung der geometrischen Abmessungen von Bauelementen (in der Regel MOSFETs) und der damit verbundenen Änderung weiterer relevanter Bauelementparameter (siehe Integrationsdichte und Technologieknoten).
Man unterscheidet zwischen der Skalierung unter Beibehaltung der angelegten Spannung (englisch constant-voltage scaling) und der elektrischen Feldstärke (englisch constant-field scaling). Die von der Skalierung beeinflussten Parameter sind neben den lateralen Abmessungen die Dotierung des Halbleitermaterials, die Isolatorschichtdicke (Gateoxid), die Ströme durch das Bauelement, die thermische Verlustleistung sowie die Transitzeit der Ladungsträger (damit verbunden Grenz-, Transit- und Maximalfrequenz).
Ursprüngliches Ziel der Skalierung war, den Flächenbedarf auf dem Halbleitersubstrat und damit die Kosten zu reduzieren (siehe auch mooresches Gesetz). Die damit verbundene Verbesserung der dynamischen Eigenschaften (Frequenzen) war ein willkommener Nebeneffekt, der inzwischen v. a. im Bereich der Mikroprozessoren zur treibenden Kraft der Skalierung geworden ist. Dabei wurden in den letzten Jahrzehnten immer wieder Techniken entwickelt und zur Serienreife geführt, die angenommene physikalische Grenzen überwindeten.
Im Jahr 2019 sind Transistorlängen im Bereich von unter 10 nm Stand der Technik. Für eine weitere Skalierung der Bauelemente, das heißt der Herstellung von Transistoren im Größenbereich von wenigen Nanometer, verspricht die Verwendung von 2D-Materialien großes Potential. Diese Materialien weisen Schichtdicken aus einer Lage von Atomen oder Molekülen von z. B. Molybdändisulfid auf.